# IRF5
IRF5‏ (Interferon regulatory factor 5, isoform CRA_a) هوَ بروتين يُشَفر بواسطة جين IRF5 في الإنسان.